# 陈心铭
陈心铭（1928年2月—），男，福建福州人，中华人民共和国政治人物，曾任中国民主同盟中央委员会常务委员，第七、八届全国政协委员。